# Katy Perry (album)
Katy Perry je neobjavljeni istoimeni studijski album američke kantautorice Katy Perry. Album je trebao biti objavljen nakon otkazivanja albuma The Matrix sastava The Matrix (gdje je Perry vokalistica). Izlazak albuma je otkazan jer diskografska kuća nije znala kako bi promovirala Perry.

## Popis pjesama
1. "Box"
2. "Diamonds"
3. "Hook Up"
4. "It's Okay to Believe"
5. "LA Don't Take it Away"
6. "Long Shot"
7. "Oh Love Let Me Sleep"
8. "Sherlock Holmes"
9. "Simple"
10. "Takes One to Know One"
11. "Wish You the Worst"

## Poznate pjesme s albuma

### Hook Up
Pjesma "Hook up" je preimenovana u "I Do Not Hook Up" i dana je Kelly Clarkson za njen album All I Ever Wanted, s kojega je i izdana kao drugi singl.

### Long Shot
"Long Shot" je još jedna pjesma dana Kelly Clarkson za njen album.

### Wish You the Worst
"Wish You the Worst" je pjesma koju su snimili polufinalisti američke emisije America Idol, a objavljena je na web stranici Amiestreet.com.